# ポアソン核
数学のポテンシャル論におけるポアソン核（ポアソンかく、英: Poisson kernel）とは、単位円板上のディリクレ境界条件を伴う二次元ラプラス方程式を解く際に用いられるある積分核のことを言う。ラプラス方程式に対するグリーン函数の微分として解釈することが出来る。シメオン・ドニ・ポアソンの名にちなむ。
ポアソン核は制御理論や、静電気学の二次元問題への応用において広く用いられている。実際、ポアソン核の定義は n-次元問題まで拡張されることもしばしばある。

## 二次元ポアソン核

### 単位円板上のポアソン核
複素平面において、単位円板に対するポアソン核は次で与えられる。
{\displaystyle P_{r}(\theta )=\sum _{n=-\infty }^{\infty }r^{|n|}e^{in\theta }={\frac {1-r^{2}}{1-2r\cos \theta +r^{2}}}=\operatorname {Re} \left({\frac {1+re^{i\theta }}{1-re^{i\theta }}}\right),\ \ \ 0\leq r<1.}
これには二つの解釈が存在する。一つは r と θ の函数という解釈、もう一つは r によって添え字付けられた θ の函数の族という解釈である。
{\displaystyle D=\{z:|z|<1\}} が C 内の開単位円板で、T はその円板の境界、f は L1(T) に属する T 上の函数とする。このとき、次の式
{\displaystyle u(re^{i\theta })={\frac {1}{2\pi }}\int _{-\pi }^{\pi }P_{r}(\theta -t)f(e^{it})\,\mathrm {d} t,\ \ \ 0\leq r<1}
で与えられる函数 u は、D 内で調和的であり、円板の境界 T 上のほとんど至る所で f と一致する極限を持つ。
u の境界での値が f であるということは、r → 1 につれて函数 Pr(θ) が畳み込み多元環 Lp(T) 内の近似的単位元を形成するという事実より示される。線型作用素と同様に、それらは Lp(T) 上でディラックのデルタ函数に各点収束する。最大値原理より、u はそのような D 上の調和函数として唯一つのものである。
この近似的単位元との畳み込みは、L1(T) 内の函数のフーリエ級数に対する総和可能核の例を与える(Katznelson 1976)。f ∈ L1(T) はフーリエ級数 {fk} を持つとする。フーリエ変換ののち、Pr(θ) との畳み込みは列 {r|k|}  ∈ l1(Z) との乗算になる。その結果得られる積 {r|k|fk} に逆フーリエ変換を施すことで、次のような f のアーベル平均{\displaystyle A_{r}f}が得られる：
{\displaystyle A_{r}f(e^{2\pi ix})=\sum _{k\in \mathbf {Z} }f_{k}r^{|k|}e^{2\pi ikx}.}
この絶対収束級数を再び整理することで、f は D 上のある正則函数 g と反正則函数 h の和 g + h の境界値であることが示される。
調和函数が正則であるためには、解はハーディ空間の元であることとなる。これは f の負のフーリエ係数がすべて消失する場合に真となる。特に、ポアソン核は単位円板上のハーディ空間と単位円の同値性を論証する上で一般に用いられる。
Hp(z) 内の函数の T 上の極限であるような函数の空間は、Hp(T) と呼ばれることがある。これは（少なくとも p≥1 に対して）Lp(T) の閉部分空間である。Lp(T) は（1 ≤ p ≤ ∞ に対して）バナッハ空間であるため、Hp(T) もまたバナッハ空間である。

### 上半平面でのポアソン核
単位円板は、メビウス変換の意味で上半平面への等角写像によって写される。調和函数の等角写像はまた調和的であるため、ポアソン核は上半平面全体へ拡張される。この場合、{\displaystyle y>0} に対するポアソン積分方程式は次の形を取る：
{\displaystyle u(x+iy)={\frac {1}{\pi }}\int _{-\infty }^{\infty }P_{y}(x-t)f(t)dt.}
この核それ自身は次で与えられる。
{\displaystyle P_{y}(x)={\frac {y}{x^{2}+y^{2}}}.}
実数直線上の可積分函数からなるLp空間内のある函数 {\displaystyle f\in L^{p}(\mathbb {R} )} が与えられたとき、u は f の上半平面への調和拡張と解釈される。単位円板の場合と同様に、u が上半平面において正則であるなら、u はハーディ空間 {\displaystyle u\in H^{p}} の元で、特に
{\displaystyle \|u\|_{H^{p}}=\|f\|_{L^{p}}}
が成立する。したがって、上半平面上のハーディ空間 Hp はふたたびバナッハ空間となり、特にその実軸への制限は {\displaystyle L^{p}(\mathbb {R} )} の閉部分空間となる。この状況は単位円板の場合に類似しているが、同じというわけではない。単位円に対するルベーグ測度は有限であるが、実数直線に対するルベーグ測度は有限ではない。

## 球上のポアソン核
Rn 内の半径 r の球 {\displaystyle B_{r}} に対するポアソン核は、次の形状を取る。
{\displaystyle P(x,\zeta )={\frac {r^{2}-|x|^{2}}{r\omega _{n-1}|x-\zeta |^{n}}}.}
ここで {\displaystyle x\in B_{r}} であり、{\displaystyle B_{r}} の表面 {\displaystyle S} に対して {\displaystyle \zeta \in S} であり、{\displaystyle \omega _{n-1}} は単位 n-1-球面の表面積である。
このとき、u(x) を S 上で定義されるある連続函数とすると、対応するポアソン積分は次のような函数 P[u](x) で定義される。
{\displaystyle P[u](x)=\int _{S}u(\zeta )P(x,\zeta )d\sigma (\zeta ).\,}
P[u](x) は球 {\displaystyle B_{r}} 上で調和的であり、P[u](x) は半径 r の閉球上のある連続函数へと拡張され、境界の函数は元の函数 u に一致することが示される。

## 上半平面上のポアソン核
上半平面でのポアソン核の表現を得ることも出来る。標準的な Rn+1 のデカルト座標を
{\displaystyle (t,x)=(t,x_{1},\dots ,x_{n})}
で表す。上半平面は、次の集合で定義される。
{\displaystyle H^{n+1}=\{(t;\mathbf {x} )\in \mathbf {R} ^{n+1}\mid t>0\}.}
Hn+1 に対するポアソン核は、次で与えられる。
{\displaystyle P(t,x)=c_{n}{\frac {t}{(t^{2}+|x|^{2})^{(n+1)/2}}}.}
ただし
{\displaystyle c_{n}={\frac {\Gamma [(n+1)/2]}{\pi ^{(n+1)/2}}}}
である。
上半平面に対するポアソン核は、t が補助パラメータの役割を果たすアーベル核
{\displaystyle K(t,\xi )=e^{-2\pi t|\xi |}}
のフーリエ変換として現れる。すなわち
{\displaystyle P(t,x)={\mathcal {F}}(K(t,\cdot ))(x)=\int _{\mathbf {R} ^{n}}e^{-2\pi t|\xi |}e^{-2\pi i\xi \cdot x}\,d\xi }
となる。特にフーリエ変換の性質より、畳み込み
{\displaystyle P[u](t,x)=[P(t,\cdot )*u](x)}
は、少なくとも形式的には、上半平面におけるラプラス方程式の解となる。t → 0 に対して、弱い意味で P[u](t,x) → u(x) となることも示すことが出来る。